# Смешко, Игорь Петрович
И́горь Петро́вич Смешко́ (укр. Ігор Петрович Смешко, род. 17 августа 1955) — украинский политический и государственный деятель, С 7 октября 2014 года — руководитель Комитета по вопросам разведки при президенте Украины, лидер проевропейской партии «Сила и Честь». Доктор технических наук (1992). Генерал-полковник, с 4 сентября 2003 по 4 февраля 2005 руководитель СБУ.
Кандидат в президенты Украины на выборах 2019. Кандидат на пост городского главы Киева на выборах 2020 года.

## Биография
Родился 17 августа 1955 года в городе Христиновка, Христиновского района Черкасской области Украинской ССР.

#### Образование
- Окончил Киевское высшее зенитное ракетное инженерное училище имени С. М. Кирова (1977, с золотой медалью), военный инженер по радиотехнике; адъюнктура там же (1982—1985);
- докторантура Военной академии противовоздушной обороны Сухопутных войск имени А. М. Василевского (Киев) (1991);
- Национальная академия обороны Украины (2000), магистр государственного военного управления по специальности «Управление действиями соединений и объединений Вооружённых Сил»;
- Киевский национальный университет имени Тараса Шевченко (2002), специальность — «Правоведение», квалификация — юрист.

##### Специальные курсы
- Для высших должностных лиц в сфере национальной безопасности — «Концепция национальной безопасности и правительственные институты её обеспечения в демократическом государстве» (Высшая школа государственного управления им. Дж. Кеннеди при Гарвардском университете, США, 1996).
- Для руководителей разведывательных органов стран-участниц программы НАТО «Партнёрство во имя мира» — «Концепции национальной безопасности и обороны и принципы демократического контроля над вооружёнными силами и спецслужбами в демократическом обществе» (Национальный Королевский оборонный колледж, Стокгольм, Швеция, 1997).
- Для руководителей разведывательных органов — «Организация борьбы с международным терроризмом и роль разведывательных структур в этой борьбе» (Великобритания).

Почётный магистр Объединённого института военной разведки при Национальной академии обороны Украины по специальности «Военное управление в международных отношениях» (1999).
Свободнно владеет украинским, русским, английским, французским и немецким языками.

#### Карьера (1992—2005)
С 1972 г. — служба в Советской армии.
В январе-августе 1992 г. — ответственный секретарь Экспертного научного совета Министерства обороны Украины.
С августа 1992 по июль 1995 г. — военный, военно-морской, военно-воздушный атташе по вопросам обороны Украины в США.
В июле 1995 — апреле 1998 г. — председатель, а с апреля 1998 по февраль 1999 г. — заместитель председателя Комитета по вопросам разведки при президенте Украины.
В июне 1997 — сентябре 2000 г. — начальник Главного управления разведки Министерства обороны Украины.
С сентября 2000 по октябрь 2001 г. — атташе по вопросам обороны, военный атташе при посольстве Украины в Швейцарской Конфедерации — постоянный представитель Министерства обороны Украины при международных организациях в Женеве.
В октябре 2002 — сентябре 2003 г. — председатель Комитета по политике военно-технического сотрудничества и экспортного контроля при президенте Украины.
В ноябре 2002 — июне 2003 г. — заместитель секретаря, а с июня по сентябрь 2003 г. — первый заместитель секретаря Совет национальной безопасности и обороны Украины.
С 4 сентября 2003 по 4 февраля 2005 г. — председатель СБУ, член Совета национальной безопасности и обороны Украины (сентябрь 2003 — февраль 2005). Член Координационного комитета по борьбе с коррупцией и организованной преступностью при президенте Украины (март 2004 — февраль 2005).
12 декабря 2005 — уволен с военной службы в звании генерал-полковника.

### Политическая деятельность (с 2005 года)
С 2006 — президент Центра стратегических исследований и анализа. 

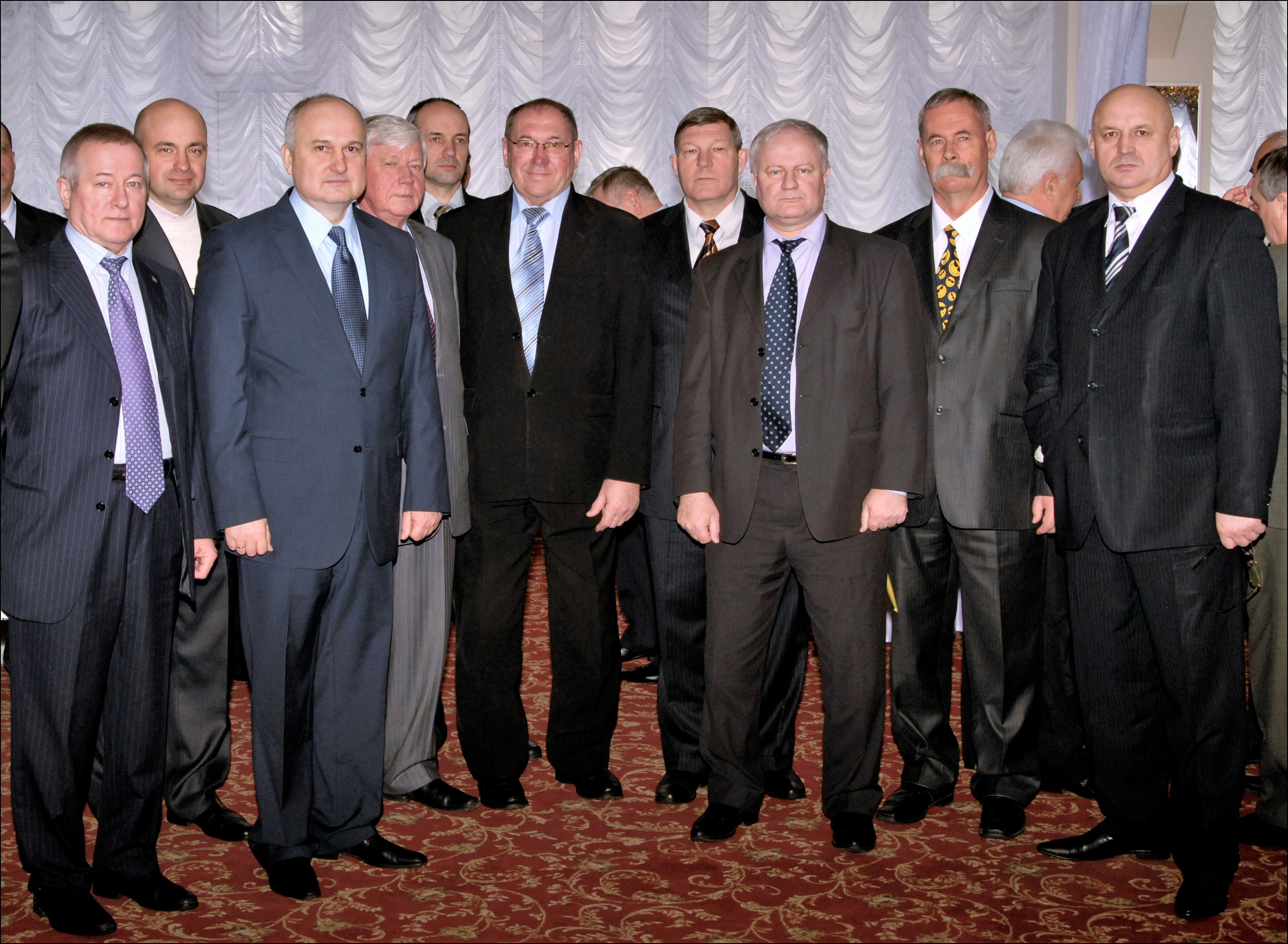
Всеукраинская общественная организация «Сила и Честь»

В марте 2009 года вошёл в состав организационного комитета гражданского движения «Новая Украина» (лидер — Владимир Семиноженко.
С июля 2009 г. — председатель Всеукраинской общественной организации «Сила и Честь».
С декабря 2009 г. — председатель политической партии «Сила и Честь».
В декабре 2013 года, после разгона Евромайдана ночью 30 ноября, Игорь Смешко жёстко осудил действия власти и спецподразделения «Беркут», которые были направлены против митинга.
В январе 2014 года, вместе с другими генералами в отставке, Игорь Смешко раскритиковал действия внутренних войск и спецподразделения «Беркут» во время противостояний на улице Грушевского в центре Киева, которые применяли силу против демонстрантов.
19 апреля 2014 года был назначен советником президента Украины.
7 октября 2014 года президент Пётр Порошенко назначил Игоря Смешко советником президента и руководителем Комитета по вопросам разведки при президенте Украины. Работал на этой должности до 6 июня 2015 года.
В 2019 году был кандидатом на пост президента Украины, занял шестое место.
В 2020 году баллотировался на пост городского главы Киева.

## Научные степени и ранги
Кандидат технических наук (1982) в области «Системы наведения управляемых ракет», доктор технических наук (1992) по научной специальности «Военная кибернетика», профессор (1992) по специальности «Военная кибернетика, информатика и системный анализ».
Чрезвычайный и полномочный посол (2004). Генерал-полковник (2004).

## Награды
- Медаль «За военную службу Украине» (23 ноября 1998 года) — за образцовое выполнение воинского долга, достижение высоких показателей в боевой и профессиональной подготовке[6].
- Лауреат Государственной премии Украины в области науки и техники (2004).